# 福岡県道100号大日寺潤野飯塚線
福岡県道100号大日寺潤野飯塚線（ふくおかけんどう100ごう だいにちじうるのいいづかせん）は、福岡県飯塚市を通る県道（主要地方道）である。

## 概要
飯塚市大日寺から飯塚市東徳前に至る。飯塚市東徳前の終点付近は離合がとても困難なほど幅員狭小で、終点位置が分かりにくい場所にある。

### 路線データ
- 起点：福岡県飯塚市大日寺（蓮台寺交差点、国道201号交点）
- 終点：福岡県飯塚市東徳前（徳前大橋北交差点、福岡県道60号飯塚大野城線交点）

## 歴史
- 1993年（平成5年）5月11日 - 建設省から、県道大日寺潤野飯塚線が大日寺潤野飯塚線として主要地方道に指定される[1]。

## 地理

### 通過する自治体
- 飯塚市

### 交差する道路
| 交差する道路             | 交差する場所 | 交差する場所            |
| ------------------------ | ------------ | ----------------------- |
| 国道201号                | 大日寺       | 蓮台寺交差点 / 起点     |
| 国道200号                | 枝国         | 飯塚市北交差点          |
| 福岡県道60号飯塚大野城線 | 東徳前       | 徳前大橋北交差点 / 終点 |

### 沿線
- 飯塚市立小中一貫校飯塚鎮西校
- 潤野工業団地
- 福岡県立嘉穂高等学校・附属中学校
- コスモスコモン（飯塚市文化会館）